# Shakatak

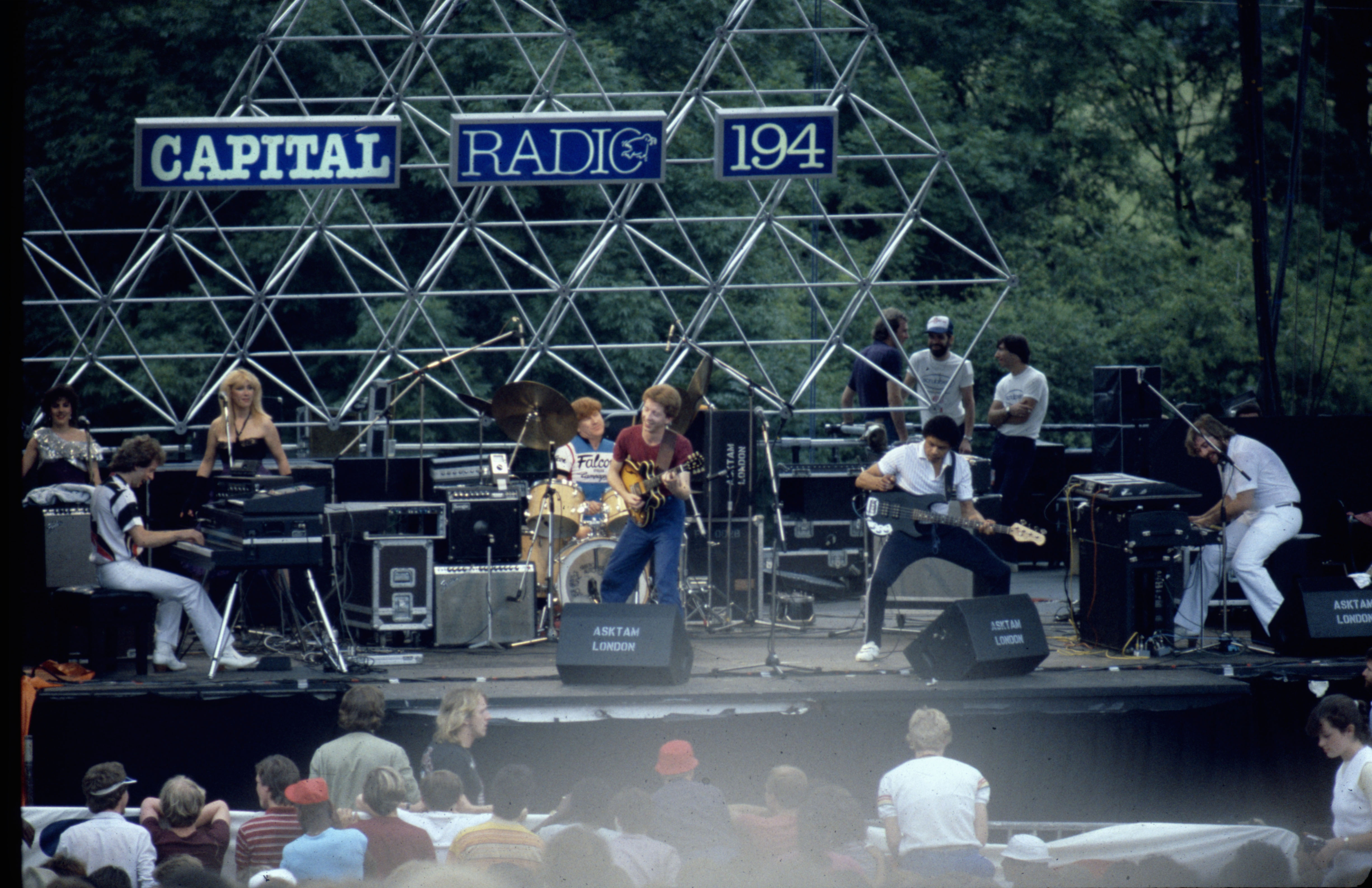
Shakatak, 1982 г.

Shakatak — английская группа, исполняющая музыку в стиле джаз-фанк и близких музыкальных направлениях. Была основана в 1980 году. Неоднократно попадала в британские чарты, причём два её сингла — «Night Birds» (1982) и «Down on the Street» (1984) — достигали первой десятки.
Коммерческий прорыв группы Shakatak случился в 1982 году с выпуском сингла «Easier Said Than Done». В Великобритании он достаточно активно ротировался на радио и стал первым синглом группы в первой двадцатке, всего продержавшись в британском сингловом чарте 17 недель. Следующий сингл «Night Birds» достиг уже девятого места, а одноимённый с ним альбом — чётвёртого, провёл в британском альбомном чарте 28 недель и был по продажам в Великобритании сертифицирован как «золотой».
По состоянию на 2016 год группа активна, она продолжает выступать и регулярно записывает новые альбомы. Группа пользуется особой популярностью в Японии.

## Участники

### Нынешний состав
- Джилл Соард — вокал, перкуссия, флейта (с 1980 года)
- Билл Шарп — клавишные (с 1980 года)
- Роджер Оделл — ударные (с 1980 года)
- Джордж Андерсон — бас-гитара (с 1981 года)

### Участники гастрольных туров
- Алан Уормалд — гитара
- Джекки Хикс — бэк-вокал, саксофон и флейта
- Дебби Брэкнелл — бэк-вокал, флейта

### Прежние члены группы
- Кит Винтер — электрогитара (1980—1994)
- Джеки Ро — вокал (1980—1983)
- Найджел Райт — клавишные (1980—1982)
- Стив Андервуд — бас-гитара (1980—1981)
- Норма Льюис — вокал (1983)
- Трейси Акерман — вокал (1980-е — 1990-е)
- Лорна Бэннон — вокал (1982)
- Фридрик Карлссон — электрогитара (1990-е — 2000-е)

## Дискография
См. также «Shakatak — Discography» в англ. разделе.

### Синглы
| Год  | Название                     | Чарты |
| Год  | Название                     | UK    |
| ---- | ---------------------------- | ----- |
| 1980 | «Steppin'»                   | —     |
| 1980 | «Feels Like the Right Time»  | 41    |
| 1981 | «Living in the UK»           | 52    |
| 1981 | «Brazilian Dawn»             | 48    |
| 1981 | «Easier Said Than Done»      | 12    |
| 1982 | «Night Birds»                | 9     |
| 1982 | «Streetwalkin'»              | 38    |
| 1982 | «Invitations»                | 24    |
| 1982 | «Stranger»                   | 43    |
| 1983 | «Dark is the Night»          | 15    |
| 1983 | «If You Could See Me Now»    | 49    |
| 1983 | «Out of This World»          | 83    |
| 1984 | «Down on the Street»         | 9     |
| 1984 | «Don’t Blame It on Love»     | 55    |
| 1985 | «City Rhythm»                | 76    |
| 1985 | «Day by Day» (c Элом Джерро) | 53    |
| 1987 | «Something Special»          | —     |
| 1987 | «Mr. Manic and Sister Cool»  | 56    |
| 1988 | «Dr. Dr.»                    | —     |
| 1988 | «Time of My life»            | —     |
| 1989 | «Turn the Music Up»          | —     |
| 1989 | «Back to the Groove»         | —     |
| 1991 | «Bitter Sweet»               | —     |
| 1993 | «One Day at a Time»          | —     |
| 1997 | «Let the Piano Play»         | —     |
| 1998 | «Move a Little Closer»       | —     |